# Binesi
Binesi (Pinesi), Binesi je divovska mitološka ptica gromovnik uobičajena za sjeverna i zapadna plemena. Grmljavina je uzrokovana udarcima njihovih golemih krila. Iako su Binesiwag vrlo moćna bića, rijetko smetaju ljudima, a narod Ojibwe ih tretira s poštovanjem. Binesi doslovno znači "velika ptica". (Animikii znači "gromovnik" na jeziku Ojibwe, a Cigwe' znači "grom" na jeziku Potawatomi.)
Ostali nazivi: Pinesi, Bnesi, Bineshi, Bneshi, Pinesì, Pinesi, Pinessi, Pnesi, Bineshii, Binay-sih, Piyesiw, Piyêsiw, Pinesiw, Pinesi, Pihesiw, Pithesiw, Pilesiw, Pithisiw, Payasew, Peyasew, Peyaasew. Oblici množine su Binesiwag, Pinesiwag, Pinesiwak ili Pinesik.